# Гора Урана
Гора Урана (лат. и англ. Uranius Mons) — потухший вулкан на Марсе, расположенный в области Фарсида. Координаты центра — 26°54′ с. ш. 267°51′ в. д. / 26,90° с. ш. 267,85° в. д. Максимальная ширина основания — 275 км, а высота — около 6,5 км (по отношению к окружающим равнинам — 2 км). Гора Урана является частью группы вулканов Урана и лежит к востоку от двух меньших вулканов: купола Урана и Керавнского купола.
Склоны горы Урана образованы радиальными застывшими потоками лавы. Наклон этих склонов достигает 7°. Большая кальдера (90×65 км) вытянута с северо-востока на юго-запад. Её края возвышаются над дном на 0,5—2 км.
На склонах и в кальдере горы Урана видно много небольших ударных кратеров. По их концентрации возраст этой горы (как и других вулканов группы Урана) определён как позднегесперийский.
На провинции Фарсида сконцентрировано большое количество потухших вулканов. Например потухший вулкан Олимп, высота которого составляет примерно 26,2 км, является самой большой горой из известных в Солнечной системе.

## Название
Кальдера горы Урана — патера Урана (лат. Uranius Patera) — получила название раньше самой горы: оно было утверждено Международным астрономическим союзом в 1973 году. Горе было присвоено название Uranius Mons только в 2007. Эти детали рельефа унаследовали имя детали альбедо Uranius, открытой в ходе наземных наблюдений ещё в XIX веке.

## Галерея

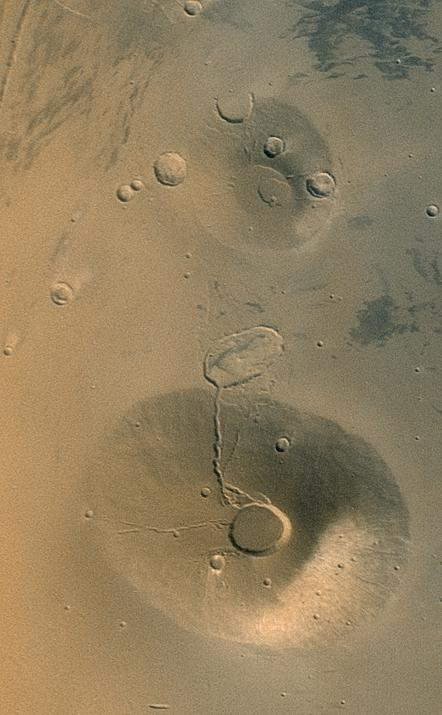
Купол Урана (верхний) и Керавнский купол (нижний), запечатлённые космическим аппаратом Mars Global Surveyor в марте 2002 года
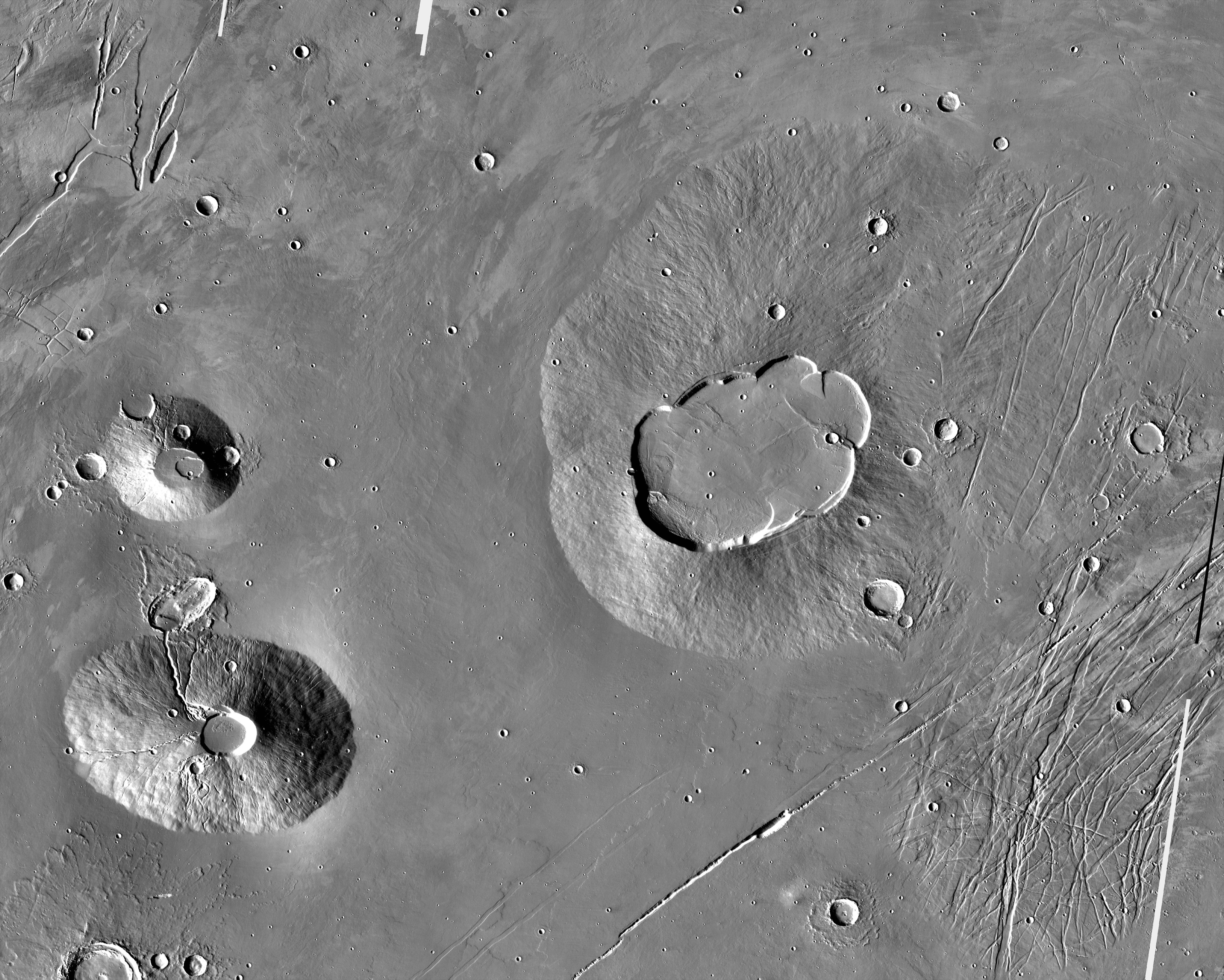
Группа вулканов Урана